# Liviu Giurgian
 Liviu Giurgian (1962. július 26. – 2017. július 12.) román atléta, gátfutó.

## Pályafutása
Két-két szabadtéri (1983, 1991) és fedett pályás világbajnokságon (1987, 1989) vett részt. Legjobb eredményeit 1986-ban érte el, amikor a fedett pályás Európa-bajnokságon 60 m gátfutásban ötödik, a szabadtérin 110 méteren hetedik lett.  Személyes csúcsai 110 méteren 13.47 (Bukarest 1986) és 60 méteren 7.53 (Bákó 1988).

## Nemzetközi versenyei
| Év                | Verseny                        | Helyszín                       | Helyezés | Versenyszám    | Eredmény |
| Románia színeiben |                                |                                |          |                |          |
| 1981              | ifjúsági Európa-bajnokság      | Utrecht, Hollandia             | 4.       | 110 m gátfutás | 14.15    |
| 1983              | szabadtéri világbajnokság      | Helsinki, Finnország           | 18. (ef) | 110 m gátfutás | 13.98    |
| 1986              | fedett pályás Európa-bajnokság | Madrid, Spanyolország          | 5.       | 60 m gátfutás  | 7.74     |
| 1986              | jóakarat játékok               | Moszkva, Szovjetunió           | –        | 110 m gátfutás | DNF      |
| 1986              | szabadtéri Európa-bajnokság    | Stuttgart, NSZK                | 7.       | 110 m gátfutás | 13.71    |
| 1987              | fedett pályás Európa-bajnokság | Liévin, Franciaország          | 11. (ef) | 60 m gátfutás  | 7.83     |
| 1987              | fedett pályás világbajnokság   | Indianapolis, Egyesült Államok | 14. (ef) | 60 m gátfutás  | 8.05     |
| 1989              | fedett pályás világbajnokság   | Budapest, Magyarország         | 13. (ef) | 60 m gátfutás  | 7.84     |
| 1990              | fedett pályás Európa-bajnokság | Glasgow, Egyesült Királyság    | 12. (ed) | 60 m gátfutás  | 7.84     |
| 1991              | szabadtéri világbajnokság      | Tokió, Japán                   | 12. (ed) | 110 m gátfutás | 13.82    |